# أغوستين فيدال
أغوستين فيدال (بالإسبانية: Agustín Vidal)‏ مواليد 8 يوليو 1987، هو لاعب كرة يد أرجنتيني يلعب كظهير أيسر. مثل منتخب الأرجنتين لكرة اليد. شارك في دورة الألعاب الأولمبية الصيفية سنة 2016.

## سجل المنافسة
شارك في البطولات التالية:
- بطولة العالم لكرة اليد للرجال 2015
- الألعاب الأولمبية الصيفية 2016

## روابط خارجية
- أغوستين فيدال على موقع اللجنة الأولمبية الدولية (الإنجليزية)
- أغوستين فيدال على موقع أوليمبيديا (الإنجليزية)
- أغوستين فيدال على موقع اللجنة الأولمبية الأرجنتينية (الإسبانية)